# Frisco (Teksas)

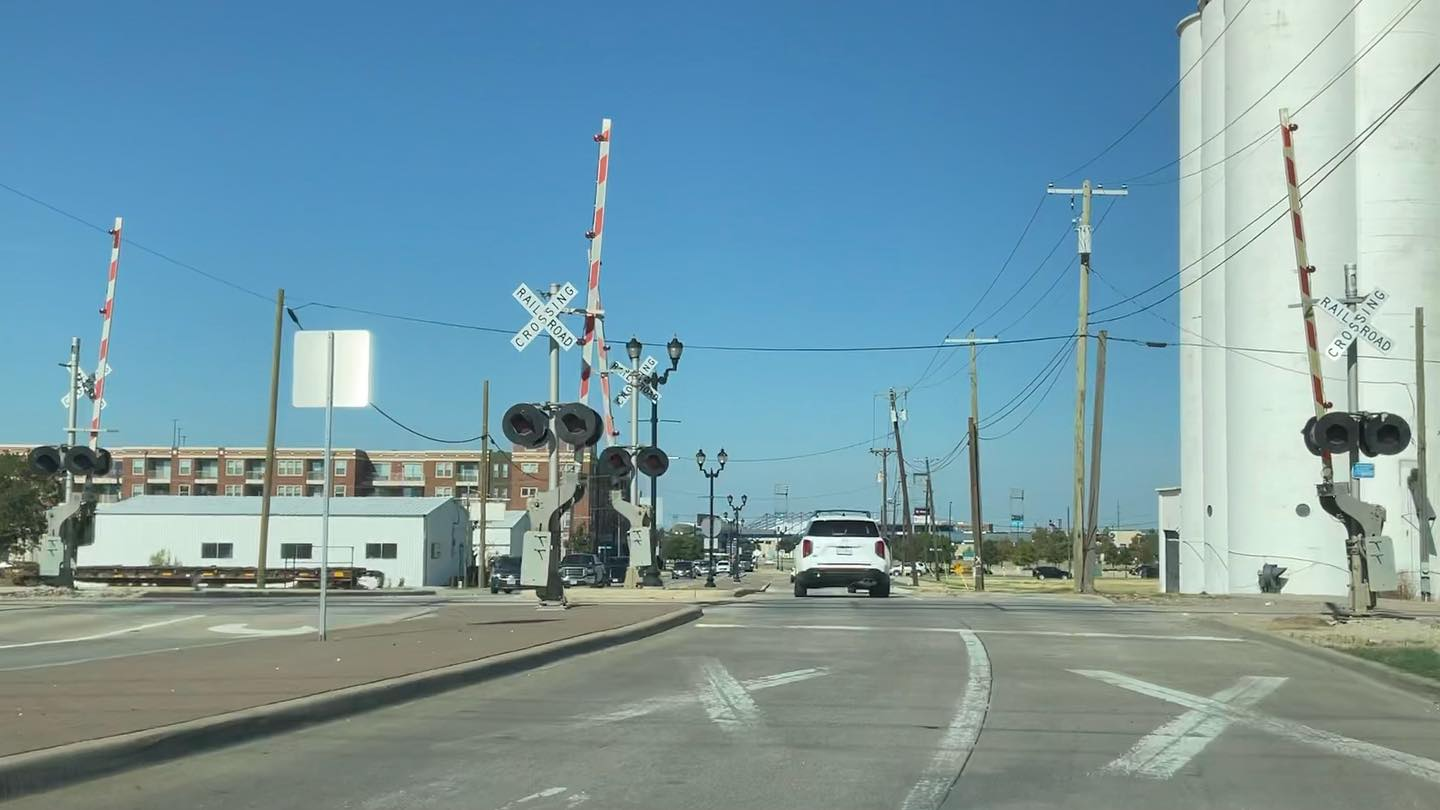
Przejazd kolejowy we Frisco

Frisco – miasto w Stanach Zjednoczonych, w stanie Teksas, w hrabstwach Collin i  Denton. Jest częścią metropolii Dallas–Fort Worth. W 2018 roku magazyn Money uznał Frisco za miasto numer jeden na liście „50 najlepszych miejsc do życia w Ameryce”.
Siedziba Toyota Stadium.

## Demografia
W latach 2010–2020 populacja miasta wzrosła o 71,4% i tym samym Frisco było drugim najszybciej rozwijającym się miastem w USA, przekraczając w 2020 roku liczbę 200 tys. mieszkańców.
W latach 2010–2020 odnotowano ponad czterokrotny wzrost ludności azjatyckiej z 11 568 do 52 672 osób, co sprawia, że 26% mieszkańców miasta identyfikuje się jako Azjaci. Większość Azjatów we Frisco to Hindusi, ale także Chińczycy, Koreańczycy i inni.